# مايك ريتشاردسون (لاعب كرة قدم أمريكية)
مايك ريتشاردسون (بالإنجليزية: Mike Richardson)‏ هو لاعب كرة قدم أمريكية أمريكي، ولد في 23 مايو 1961 في كومبتون في الولايات المتحدة.

## وصلات خارجية
- مايك ريتشاردسون على موقع مرجع كرة القدم المحترفة.كوم (الإنجليزية)